# Will Packer

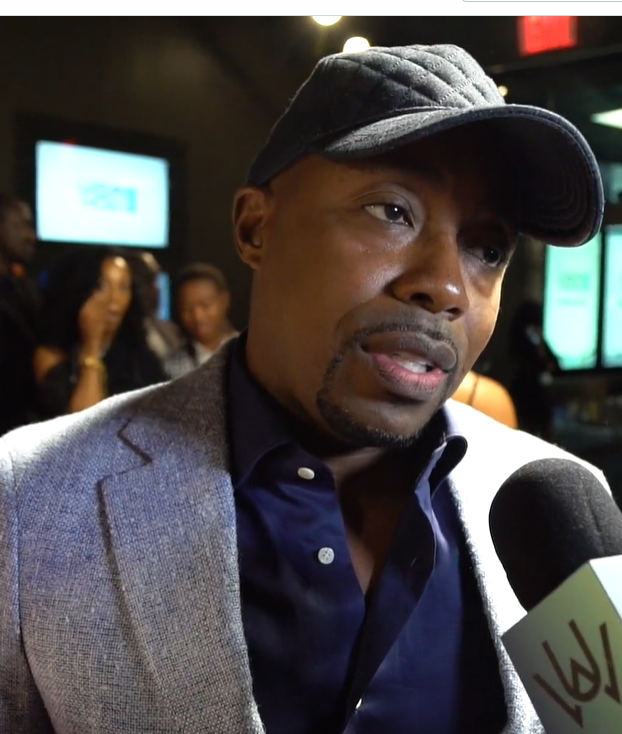
Will Packer, 2018

William „Will“ Packer (* 11. April 1974 in St. Petersburg, Florida) ist ein US-amerikanischer Filmproduzent.

## Leben
Will Packer studierte an der FAMU in Tallahassee, wo er sein Studium 1996 mit einem Bachelor of Science abschloss. Bereits im Sommer 1994 hatte er gemeinsam mit Regisseur Rob Hardy das Produktionsunternehmen Rainforest Films gegründet, mit dem beide fortan zahlreiche Filme produzierten.
Im Jahr 2011 gründete er gemeinsam mit Martin Luther King III, Andrew Young, Andrew Young III und Rob Hardy das Fernseh-Network Bounce TV, das erste Network, das sich an eine afroamerikanische Zielgruppe richtete.
2013 gründete Packer sein eigenes Unternehmen Will Packer Productions. Mit diesem entwickelte er Filme wie Ride Along, Denk wie ein Mann 2, Die Trauzeugen AG oder Girls Trip.
Packer lebt mit seiner zweiten Frau Heather und seiner Familie in Atlanta. Aus seiner ersten Ehe mit Nina Packer hat er zwei Töchter.

## Filmografie (Auswahl)
Producer
- 1994: Chocolate City
- 2000: Sex zu dritt (Trois)
- 2002: Tödliches Trio – Verführung zum Sex (Pandora's Box)
- 2004: Motives – Wenn Begierde zerstört (Motives)
- 2005: The Gospel
- 2006: Living High – Was für ein Trip! (Puff, Puff, Pass)
- 2007: Stomp the Yard
- 2007: Motives 2
- 2007: This Christmas
- 2007: Three Can Play That Game
- 2009: Obsessed
- 2010: Stomp the Yard 2: Homecoming
- 2010: Takers – The Final Job (Takers)
- 2012: Denk wie ein Mann (Think like a Man)
- 2014: Ride Along
- 2014: About Last Night
- 2014: Denk wie ein Mann 2 (Think Like a Man 2)
- 2014: Keine gute Tat (No Good Deed)
- 2015: Die Trauzeugen AG (The Wedding Ringer)
- 2016: Ride Along: Next Level Miami (Ride Along 2)
- 2016: Almost Christmas
- 2017: Girls Trip
- 2018: Breaking In
- 2018: Night School
- 2019: Was Männer wollen (What Men Want)
- 2020: The Photograph
- 2022: Ein Mädchen namens Lay Lay (That Girl Lay Lay)
- 2022: Beast – Jäger ohne Gnade (Beast)
- 2023: Praise This
- 2023: Oracle
- 2023: Viel Wirbel um Weihnachten (Dashing Through the Snow)

Executive Producer
- 2004: Trois 3: The Escort
- 2010: Sprite Step Off (Fernsehserie, 2 Episoden)
- 2011: Alpha Man: The Brotherhood of MLK (Dokumentarfilm)
- 2012: Gary Owen: True Story
- 2013: Battle of the Year
- 2015: Straight Outta Compton
- 2015: Truth Be Told (Fernsehserie, 10 Episoden)
- 2016: Roots (Miniserie, 4 Episoden)
- 2016: Uncle Buck (Fernsehserie, 8 Episoden)
- 2016: Sunset Ppl (Fernsehfilm)